# 아스모데우스

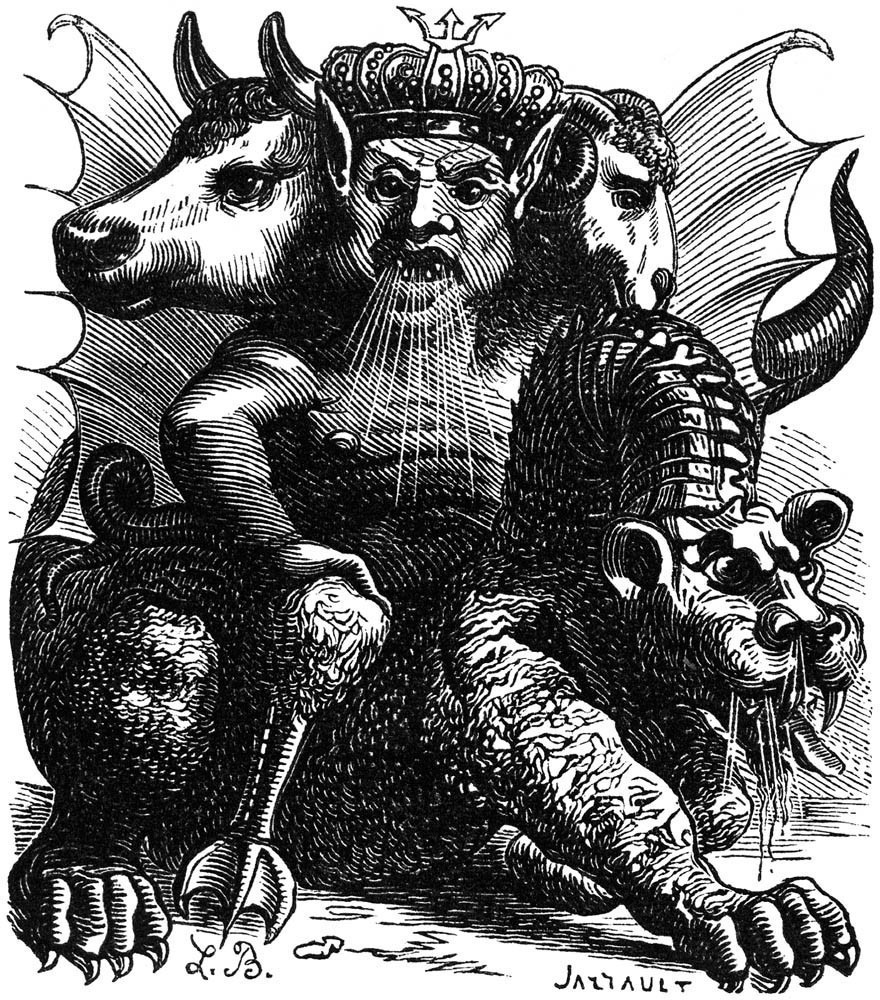
아스모대오스를 묘사한 그림, 콜랭 드 플랑시의 지옥 사전

아스모데우스(라틴어: Asmodeus)는 일반적으로 제2 경전인 토빗기에 나오는 악마로 알려졌다. 아스모데오는 또한 예를 들면 탈무드 전설인 솔로몬 성전의 건축 이야기에서 언급되기도 한다.

## 어원
아스모데우스는 그리스어로는 아스모다이오스(Ασμοδαίος)라고 부른다. 또 히브리어식 이름인 아스모다이(אשמדאי), 프랑스어식 이름인 아스모데(Asmodée)로도 알려졌다. 어원은 조로아스터교의 악신 앙그라 마이뉴(보다 일반적으로는 아리만)의 여섯 수하 가운데 하나인 아에시마 다에바(aēšmō.daēva-)에서 나온 것이다. 이름에 ‘광포’라는 뜻이 있으며, 사악하면서도 교활하고 잔학하며 의롭지 못한 자로서 사람의 분노와 욕망을 이용한다. 그는 피로 얼룩진 곤봉으로써 사람에게 유익한 가축이나 죽은 사람의 영혼을 괴롭혀 죽인다. 잔학함, 폭행, 죽음 등을 관장하는 마족 다에바를 이끌고, 부정한 마법사를 이용해 세상에 전란이 일어나게 한다. 또한, 술에 만취되어 있는 이를 꾀어 난폭함과 광란으로 이끌어간다.

## 본문

### 토빗기
구약성경의 토빗기를 보면 메디아 마을에 사는 라구엘의 딸 사라에게 아스모데오가 들러붙어 어느 남자도 일체 그녀에게 접근하지 못하도록 하였다. 그래서인지 아스모데오의 방해로 사라와 결혼한 남자들은 차례차례 급사하였다. 젊은 청년 토비야가 그녀와 결혼했을 때도 아스모데오는 혼인의 완성을 하지 못하도록 그를 죽이려고 작정하였다. 그러나 여행의 동행자였던 대천사 라파엘의 도움을 받은 토비야는 아스모데오를 사라에게서 내쫓을 방법을 알아내게 된다. 그것은 물고기의 심장과 간장을 악마한테 홀린 사람 앞에서 불태우는 것이다. 결혼식 날 밤, 토비야가 향로에 물고기의 내장을 올려놓자 아스모데오는 기겁하며 달아나고 말았다. 그 뒤를 라파엘이 재빨리 뒤쫓았다. 이미 싸울 기력을 잃은 아스모데오는 결국 라파엘에게 여지없이 붙잡혀 결박당하고 말았다.
이처럼 아스모데오는 육체의 욕망, 특히 성애의 측면에서는 지저분한 면모를 보이는 것으로 묘사된다. 일반적으로 아스모데오는 유별난 호색한으로 알려졌으며 사라의 결혼을 방해한 이유도 그가 사라를 사랑했기 때문에 그녀에게 남편이 생기는 것을 허락하지 않았다는 이야기가 있다.

### 탈무드
유대교의 전승에서는 ‘악령의 우두머리’, ‘칼의 왕’ 등으로 불리며, 역시 휘하에 많은 마귀를 이끌고 있다. 얼굴이 불꽃처럼 타오르고 있고 하늘을 날기 위한 날개가 달렸다는 것 외에는 거의 사람과 모습이 같다. 그는 하늘나라에 가서 율법을 배우고 지상에 내려와 자기 궁전으로 돌아가는 것을 일과로 하고 있다. 이처럼 유대교에서 생각하는 아스모데오는 완전한 악마가 아니며, 천사의 역할을 완전히 저버린 상태가 아니었다. 실제로 로마 제국의 압정에서 유대인을 해방하고자 로마 황제의 딸을 홀린 다음 협박하여 여러 요구를 받아들이게 했다는 민간전승도 있다.
토빗기에는 아스모데오가 대천사 라파엘에게 비참한 패배를 당한 것으로 나와 있는데, 이와 비슷한 이야기가 탈무드에도 전해진다. 아스모데오가 권세를 떨친 솔로몬 왕의 실각을 획책한 후 그 사실이 드러나 대천사 가브리엘에게 쫓겨 이집트 마을 외곽의 동굴에 갇혔다는 이야기이다. 또 일설에 따르면 아스모데오가 그리고리와 사람과의 사이에 태어난 나필족의 하나이며, 막 태어난 아기에게 닿을 수 있는 상황이 되면 금방 목을 졸라 죽여버리는 진정한 악마라고도 전해진다.

### 지옥 사전
기독교에서 아스모데오는 중요한 악마가 아니다. 그러나 마법책에는 ‘심판의 피조물’, ‘지옥의 왕’, ‘복수하는 이의 귀공자’, ‘음란한 공자’ 등으로 나와 있으며, 비교적 잘 알려진 존재였다. 시간이 흐르면서 아스모데오의 악명은 점차 높아져 갔다. 또 원래는 케루빔이라는 고위 천사의 우두머리였다는 이야기도 나오게 되었다. 중세에는 사람들이 그를 ‘부정과 범죄와 악행의 복수자’, 더 나아가서는 지옥의 ‘위대하고 강력한 왕’이라고 부를 정도로 공포의 대상이었다. 콜랭 드 플랑시의 저서 지옥 사전에서 아스모데오의 모습은 매우 기이하게 묘사되어 있다. 수소와 사람과 양의 얼굴이 각각 하나씩 달렸으며 발은 거위와 같은 물갈퀴가 있고 꼬리는 뱀 형상이라는 것이다. 거대한 지옥의 용에 올라타고 출현하는 아스모데오는 독을 바른 창과 삼각 깃발을 두 손에 든 채 맹렬한 화염을 입에서 내뿜는다고 한다.

### 오컬트
오컬티스트들은 아스모데오를 매우 중요하고 유효한 악마로 여긴다. 아스모데오는 사람이 공손히 부탁하면 거위 고기를 준다고 한다. 물론 그것뿐만이 아니다. 아스모데오의 힘을 빌리면 우주의 비밀과 세상의 금은보화를 자신의 것으로 만드는 일조차 가능하다. “당신이야말로 아스모데오가 틀림없습니다.”라고 말하면 아스모데오로부터 근사한 반지를 선물로 받을 수 있다. 게다가 어떤 질문을 해도 아스모데오는 잘 가르쳐준다. 그는 기하학, 산술, 역학에 대해서는 권위자이며, 또 숨겨진 보물을 찾아내는 능력도 있다. 게다가 사람의 모습을 보이지 않게 하거나 어떤 장소에서 다른 장소로 하늘을 날아 옮기는 능력을 갖추고 있다. 그럴 때 이웃집의 지붕이나 문을 날려서 안에 있는 사람을 엿보는 등 장난을 치기도 한다. 술과 도박, 음악, 연극, 무용 등을 좋아하며 사람에게 사치로 말미암은 죄를 저지르게 하는 것도 다시없는 즐거움으로 삼는다. 싫어하는 것은 라파엘 대천사와 물고기의 간이나 심장을 태우는 냄새이다.

## 같이 보기
- 벨리알
- 악마
- 사탄
- 성경의 뱀
- 죄